# Campeonato de Australia 1968
Lista de los campeones del Abierto de Australia de 1968:

## Individual masculino
William Bowrey (AUS) d. Juan Gisbert (ESP), 7–5, 2–6, 9–7, 6–4

## Individual femenino
Billie Jean King (USA) d. Margaret Court (AUS), 6–1, 6–2

## Dobles masculino
Dick Crealy/Allan Stone (AUS)

## Dobles femenino
Karen Krantzcke (AUS)/Kerry Melville (AUS)

## Dobles mixto
Dick Crealy (AUS)/Billie Jean King (USA)
| Predecesor: 1967                                       | Abierto de Australia 1968 | Sucesor: 1969                         |
| Predecesor: Campeonato nacional de Estados Unidos 1967 | Grand Slam 1968           | Sucesor: Torneo de Roland Garros 1968 |

- Datos: Q2440782